# GBR-13098
117130
132673
C28H31F3N2O468.564  g · mol −1
GBR-13098 là một chất ức chế hấp thu dopamine có chọn lọc và tâm thần.
Chặn chất vận chuyển dopamine (DA) nội sinh bằng GBR-13098 ở chuột đã được chứng minh là ngăn ngừa thiệt hại cho các đầu dây thần kinh DA do malonate gây ra. Có ý kiến cho rằng các chất ức chế vận chuyển DA chẳng hạn như GBR-13098 có thể được sử dụng để ngăn ngừa hoặc điều trị các rối loạn thoái hóa thần kinh do ảnh hưởng của rối loạn chức năng ty thể đối với cân bằng nội môi DA.